# Jüdischer Friedhof (Reelkirchen)

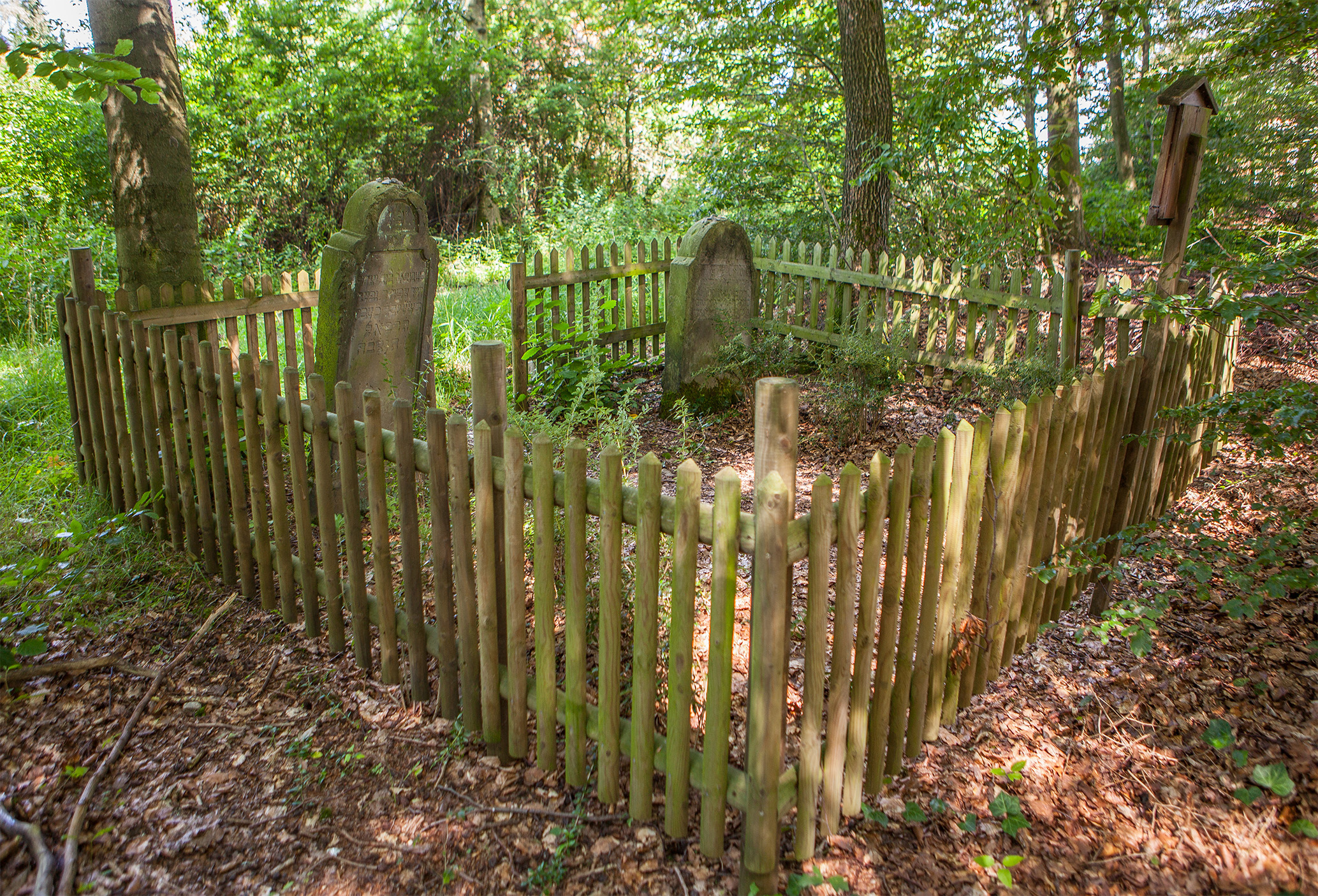
Der Jüdische Friedhof in Reelkirchen

Der Jüdische Friedhof Reelkirchen liegt bei Reelkirchen, einer Ortschaft der Gemeinde Blomberg im Kreis Lippe in Nordrhein-Westfalen. Der jüdische Friedhof ist mit der Nummer 98 als Baudenkmal in die Denkmalliste der Gemeinde Blomberg eingetragen.

## Beschreibung
Der kleine Jüdische Friedhof liegt etwas außerhalb des Ortes Reelkirchen an einem Waldweg auf dem Spielberg. Die genaue Entstehung des Friedhofs ist nicht bekannt. Auf dem Friedhof sind noch zwei Grabsteine (Mazewot) erhalten, sie stammen aus den Jahren 1861 und 1895.  